# Nationaal Paralympisch Comité Suriname
Het Nationaal Paralympisch Comité Suriname (NPC Suriname), ook bekend onder de Engelstalige benaming en als Surinaams Paralympisch Comité, is het nationale Paralympisch comité dat Suriname vertegenwoordigt tijdens Paralympische Spelen.
Het NPC Suriname organiseert wedstrijden voor gehandicapte sporters in Suriname, waaronder ook boccia. In Suriname is het verder verantwoordelijk voor de organisatie van de Paralympische sportactiviteiten en voor de uitzending van sporters naar de Paralympische spelen. Het is lid van het Internationaal Paralympisch Comité en het Paralympisch Comité van de Amerika's.
Een belangrijke motor achter de organisatie en de gehandicaptensport was Frank Cameron (1936-2024).